# Drie-eenheidskerk in Sviblovo
De Drie-eenheidskerk in Sviblovo (Russisch: Храм Живоначальной Троицы в Свиблове) is een Russisch-orthodoxe Kerk in Moskou, gelegen in het stadsdeel Sviblovo aan de rivier Jauza, ten noordoosten van het centrum.

## Geschiedenis
In 1704 liet Kirill Narysjkin een landhuis bouwen in Sviblovo. Enkele jaren later, in 1708, werd in de onmiddellijke nabijheid van het landhuis de Drie-eenheidskerk gebouwd. Beide gebouwen maken deel uit van een charmant landgoed waartoe ooit ook een molen, boerderij en graanschuren behoorden.
De kerk werd in 1922 door de communisten geplunderd waarbij al het waardevolle bezit in beslag werd genomen. In 1938 volgde de sluiting van de kerk om tot 1990 als opslagplaats te dienen. Vanaf dat moment trad een zwaar verval in.

## Heropening
In 1995 werd de sterk vervallen kerk samen met het landhuis overgedragen aan het Patriarchaat van Moskou. In hetzelfde jaar werden de erediensten hervat. Kerk, landhuis en park ondergingen vanaf 1996 een grote restauratie. Het interieur van de kerk dient nog te worden gecompleteerd.